# ロジェ・イレヘムス
ロジェ・イレヘムス（Roger Ilegems、1962年12月13日 - ）は、ベルギー、ニル出身の元自転車競技選手。

## 来歴
パトリック・セルキュの指導の下、下記に示す通り、1984年ロサンゼルスオリンピックで金メダルを獲得した。
1984年
- ロサンゼルスオリンピックのポイントレースにおいて、37ポイントを挙げて優勝。オリンピック同種目初代優勝者となった。

1985年、プロ転向。
1987年
- トラックレース世界選手権
  - プロ・ポイントレース 3位

1988年
- ブエルタ・ア・エスパーニャ 総合113位
- ツール・ド・フランス 第12ステージ途中棄権

1991年、引退。